# Ellertshaar
Ellertshaar est un hameau dans la commune néerlandaise de Borger-Odoorn, dans la province de Drenthe. Le 1er janvier 2007, Ellertshaar comptait 30 habitants.